# العلاقات الروسية المنغولية
العلاقات الروسية المنغولية هي العلاقات الثنائية بين جمهورية منغوليا وروسيا الاتحادية.

## تاريخ العلاقات
أقيمت العلاقات الدبلوماسية بين جمهورية روسيا السوفيتية الاتحادية الاشتراكية ومنغوليا في 5 نوفمبر عام 1921. اعترفت منغوليا بروسيا الاتحادية بصفتها وارثة لحقوق الاتحاد السوفيتي السابق في شهر ديسمبر/كانون الأول عام من عام 1991.
قام رئيس منغوليا بانسالماغين أوتشيربت بزيارة رسمية لروسيا بتاريخ 20 يناير عام 1993، وتم وأبرم خلال زيارته معاهدة العلاقات الودية والتعاون بين البلدين.
زار موسكو في ديسمبر/كانون الأول عام 1999 رئيس منغوليا ناتشاجين باجاباندى. فيما تعتبر الزيارة الرسمية التي قام بها إلى منغوليا رئيس روسيا فلاديمير بوتين في 13 – 14 نوفمبر/تشرين الثاني عام 2000 حدثا هاما في تاريخ العلاقات الثنائية. وكانت تلك أول زيارة يقوم بها رئيس الدولة إلى منغوليا منذ عام 1974 . وتم خلالها توقيع بيان أولان باتور الذي أكد المبادئ الاسياسية لتطوير العلاقات الثنائية. وكان بوتين قد زار أولان باتور في زيارة عمل في مايو/آيار عام 2009 حين كان يشغل منصب رئيس الوزراء الروسي.
في عام شهر ديسمبر عام 2006 قام رئيس منغوليا نامبارين انخبايار بزيارة رسمية لروسيا الاتحادية. وتم خلال الزيارة توقيع برنامج تطوير التعاون الروسي المنغولي في مجال التجارة والاقتصاد للاعوام 2006 – 2010.
وعقد خلال زيارة رئيس روسيا دميتري مدفيديف إلى منغوليا في 25 اغسطس عام 2009 أول لقاء له مع رئيس منغوليا تساخيا البجدورج. وتم خلال الزيارة توقيع بيان تطوير الشراكة الاستراتيجية بين البلدين، بالإضافة إلى اتفاقية إنشاء المؤسسة المشتركة الخاصة بتنقيب واستخراج ومعالجة اليورانيوم.

## التبادل التجاري
بلغ التبادل السلعي بين البلدين في عام 2008 ما يزيد عن 1.3 مليار دولار. وتزيد حصة روسيا في التداول التجاري الخارجي المنغولي على 20%. لكن 90% من حجم التجارة المتبادلة تعود إلى الصادرات الروسية التي تشغل مشتقات النفط والطاقة الكهربائية تقليديا مكانة اساسية فيها.
يزداد حجم الاستثمارات الروسية في الاقتصاد المنغولي بوتائر عالية، علما انه بلغ في نهاية عام 2008 ما يزيد عن مليوني دولار. وقد سجلت في منغوليا 425 شركة روسية وروسية منغولية مشتركة. ومن اهمها مؤسستا «اردينيت» و«منغول روس تسفيت» وكذلك خط سكة حديد «اولان باتور» التي يعود اليها نسبة 20% من الناتج المحلي الإجمالي المنغولي.
وتبدي في الاونة الاخيرة شركات روسية صناعية ومالية مثل "بازوفي اليمينت" وطروسال" و"رينوفا" و"سيفير ستال" و"بوليميتال" و"غاز بروم بنك" و"السكك الحديد الروسية" تبدي اهتماما بالمساهمة في تحقيق المشاريع المنغولية الكبرى. وبينها تطوير سكك حديد أولان باتور وترميم مشاريع الطاقة الكهربائية ونقل موارد الطاقة من روسيا إلى الصين ومد انابيب الغاز في منغوليا وإنشاء الطرق واستصلاح مكامن الفحم في منطقة توان تلغوي.
تلعب اللجنة الحكومية الخاصة بالتعاون التجاري والاقتصادي والعلمي والتقني بين البلدين دورا تنسيقيا هاما في تنظيم العلاقات الثنائية. وقد عقد الاجتماع الثالث عشر للجنة في 6 مارس عام 2009 بموسكو، حيث تمت مناقشة مسائل تحقيق المشاريع المشتركة الكبرى واستخراج الثروات الطبيعية، بما فيها اليورانيوم وتطوير السكك الحديد والقطاع الزراعي.

## معرض صور

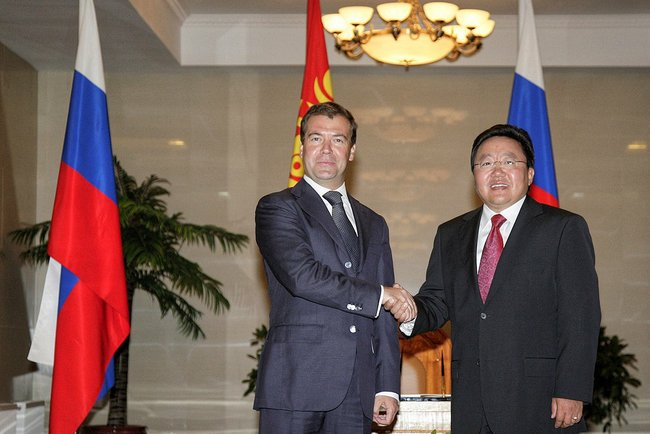
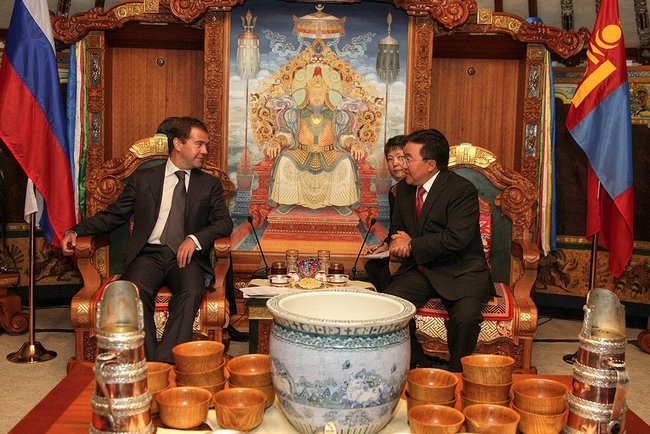
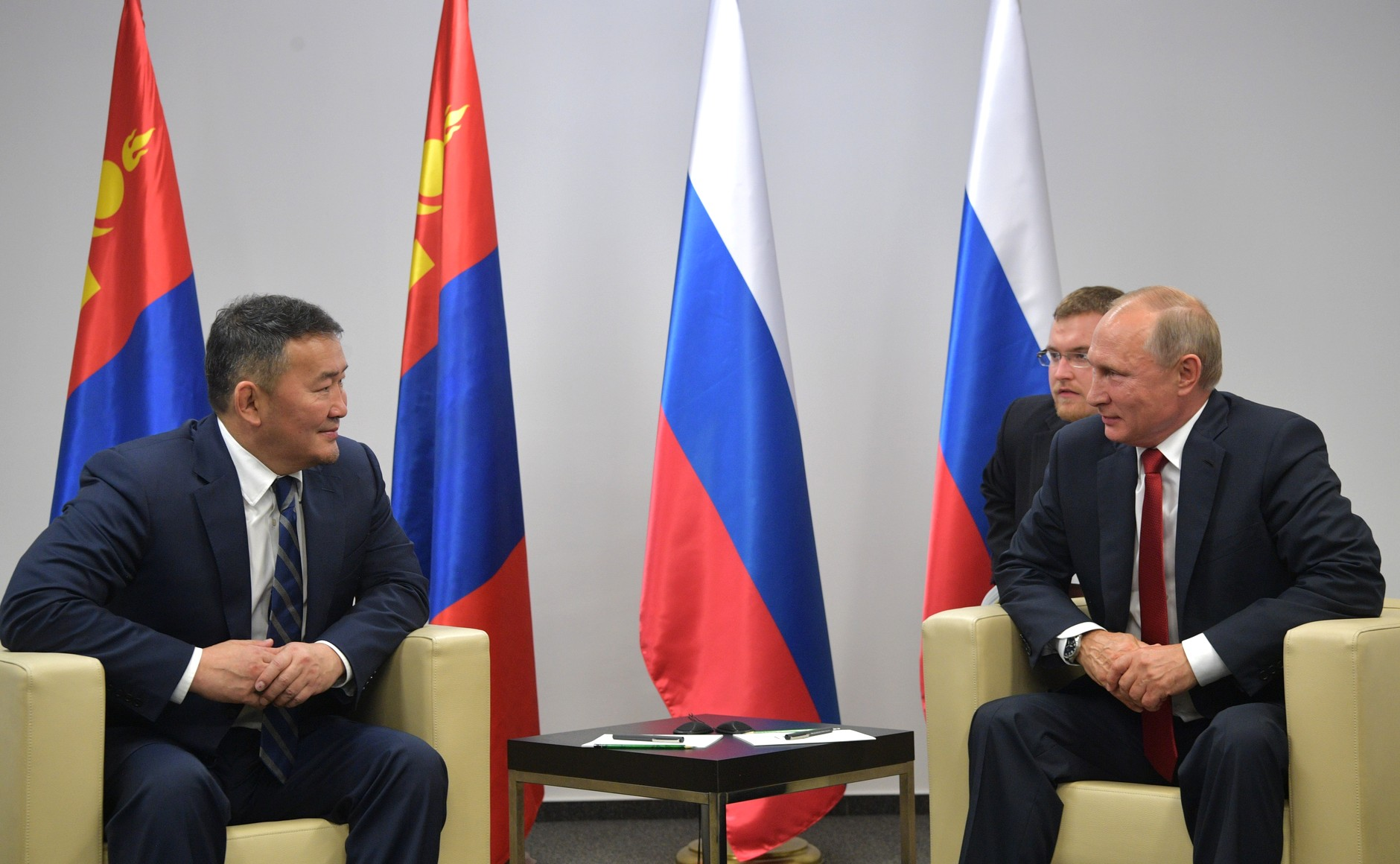
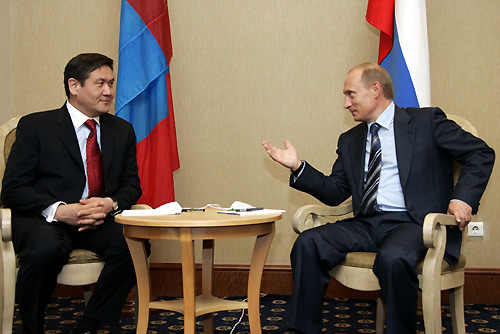

## وصلات خارجية
- النص الرسمي لمعاهدة التعاون بين روسيا ومنغوليا (1993)(بالروسية)
- النص الرسمي لإتفاق أولان باتور (2000) (بالروسية)